# Vivian Brown
Vivian Dolores Brown, po mężu Reed (ur. 17 grudnia 1941 w Detroit, zm. 20 sierpnia 1998 w Cleveland) – amerykańska lekkoatletka, sprinterka, dwukrotna mistrzyni igrzysk panamerykańskich, olimpijka.

## Kariera sportowa
15 lipca 1961 w Moskwie ustanowiła wraz z koleżankami z reprezentacji USA rekord świata w sztafecie 4 × 100 metrów czasem 44,3 s (w sztafecie biegły: Willye White, Ernestine Pollards, Brown i Wilma Rudolph). 23 marca 1963 w Columbus ustanowiła nieoficjalny halowy rekord świata w biegu na 220 jardów z wynikiem 24,8 s.
Zdobyła złote medale w biegu na 200 metrów (wyprzedzając Miguelinę Cobián z Kuby i Lorraine Dunn z Panamy) oraz w sztafecie 4 × 100 metrów (w składzie: Willye White, Marilyn White, Norma Harris i Brown) na igrzyskach panamerykańskich w 1963 w São Paulo. Odpadła w półfinale biegu na 200 metrów na igrzyskach olimpijskich w 1964 w Tokio.
Brown była mistrzynią Stanów Zjednoczonych (AAU) w biegu na 220 jardów w 1962 i 1963, a także halową mistrzynią USA na tym dystansie w 1961 i 1962.
Jej rekord życiowy w biegu na 200 metrów wynosił 23,7 s (ustanowiony 22 lipca 1962 w Palo Alto).